# Barney Martin
Barney Martin (3 de março de 1923 — 21 de março de 2005) foi um ator e comediante estadunidense. Ficou conhecido por interpretar Morty Seinfeld no seriado Seinfeld. 
Morreu em 2005, vítima de um câncer de pulmão.